# Solenomeris
Solenomeris es un género de foraminífero bentónico de estatus incierto, aunque considerado perteneciente a la familia Acervulinidae, de la superfamilia Acervulinoidea, del suborden Rotaliina y del orden Rotaliida. Su especie tipo es Solenomeris ogormani. Su rango cronoestratigráfico abarca desde el Ypresiense (Eoceno inferior) hasta la Actualidad.

## Clasificación
Solenomeris incluye a las siguientes especies:
- Solenomeris afonensis
- Solenomeris ogormani